# Saihou Jagne
Saihou Jagne (* 10. Oktober 1986 in Banjul) ist ein gambischer ehemaliger Fußballspieler.

## Leben

### Sportlicher Werdegang
Jagne kam als Flüchtling in den 1990er Jahren nach Schweden. Dort begann er mit dem Fußballspielen. Über Finspångs AIK kam er zum Väsby IK, bei dem er, nachdem er dort vornehmlich in der Jugendmannschaft aufgelaufen war, drei Spiele für die Herrenmannschaft des Vereins absolvierte und dabei ohne Torerfolg blieb. Nach der darauffolgenden Fusion mit dem FC Café Opera blieb der geborene Gambier dem Verein treu, der ihn jedoch im Jahre 2006 an den Drittligisten Valsta Syrianska IK verlieh, um weiter an Spielpraxis im Männerbereich zu sammeln. Nachdem Väsby United aus der Superettan abgestiegen war, lief er für seinen Stammklub in der dritten Liga auf. Als regelmäßiger Torschütze empfahl er sich für höhere Aufgaben und wurde Anfang 2008 gemeinsam mit seinem Mannschaftskameraden Walid Atta von AIK unter Vertrag genommen. Während er einerseits im Kader des Erstligisten stand und für diesen hauptsächlich als Einwechselspieler zum Einsatz kam, lief er weiterhin für den Kooperationspartner Väsby United auf. Im Laufe der Spielzeit 2009 profitierte er von einer Verletzung von Miran Burgić und gehörte in der ersten Saisonhälfte neben Martin Kayongo-Mutumba und Mauro Iván Óbolo zu den drei von Trainer Mikael Stahre bevorzugt eingesetzten Stürmern. Nach der Verpflichtung von Antônio Flávio rückte er jedoch ins zweite Glied, hatte dennoch mit vier Toren in 17 Spielen bis zum Saisonende entscheidend zum Gewinn des Doubles aus Meisterschaft und Pokalsieg beigetragen.
Da die Stürmerpositionen bei AIK ausreichend besetzt waren, entschied der Klub zu Beginn der Spielzeit 2010 Jagne zu verleihen. Neuer Klub des Gambiers bis zum 30. Juni des Jahres war der Zweitligist GIF Sundsvall. Nach seiner Rückkehr zu AIK kam er nicht über die Rolle des Ersatzmannes heraus, zum Klassenerhalt des Vorjahresmeisters trug er lediglich in vier Kurzeinsätzen bei. Nach Saisonende wechselte er nach Auslaufen seines Vertrages zum Zweitligaabsteiger IF Brommapojkarna, bei dem er einen Zwei-Jahres-Kontrakt unterzeichnete. Im Frühjahr 2012 ging 2012 er auf die Åland-Inseln zum IFK Mariehamn. Nachdem er in eineinhalb Jahren bei IFK Mariehamn zu 25 Einsätzen in der Veikkausliiga gekommen war, kehrte im Januar 2013 nach Schweden zurück. Er unterschrieb in der Division 1 Norra für den AFC United. Er kam bis zum Sommer 2013 zu fünf Einsätzen für AFC United und entschied sich am 20. August 2013 für einen Wechsel zum finanzkräftigen Siebtligisten Kista Galaxy FC. Der Verein wurde vom ehemaligen schwedischen Nationalspieler Henok Goitom und dessen Bruder Habtemariam, sowie Yonnas Seyoum und des bolivianers Robel Alazar gegründet. Nach vielen weiteren Stationen in Norwegen und Indien beendete er seine Karriere.

### Privates
Sein älterer Bruder Alieu, ist ebenfalls Fußballprofi in Schweden spielte u. a. für GIF Sundsvall und Väsby United.